# براينلاب
 براينلاب (بالإنجليزية: Brainlab)‏ هي شركة ألمانية خاصة للتكنولوجيا الطبية مقرها في ميونيخ، بافاريا، تقوم بتطوير الأجهزة والبرامج للجراحة الإشعاعية، وتقنيات الجراحة الموجهة للصور لجراحة الأعصاب ، وجراحة العظام، وENT، وCMF، والعمود الفقري والصدمات.

## الاستحواذ
في عام 2009، بدأت براينلاب شراكة مع Voyant Health، وهي شركة مقرها تل أبيب، إسرائيل تأسست في عام 2003، مع التركيز على تكنولوجيا العظام. في عام 2011، أعلنت براينلاب أنها ستحصل على Voyant Health.
استحوذت براينلاب على Medineering وخطها من أجهزة الجراحة بمساعدة الروبوت في 20 مارس 2019.

## روابط خارجية
- موقع برينلاب